# Pielęgniczka Agassiza
Pielęgniczka Agassiza (Apistogramma agassizii) – gatunek słodkowodnej ryby z rodziny pielęgnicowatych (Cichlidae).

## Występowanie
Brazylia, Peru (rzeki: Amazonka i Ukajali), Boliwia.

## Charakterystyka
Samce szarobłękitnozielone, dolna część ciała lekko pomarańczowa. Płetwy odbytowa i grzbietowa są zaostrzone na końcach. Ogon samca ma lancetowaty kształt. Wzdłuż ciała ciągnie się ciemny pas. Samica w czasie tarła przyjmuje intensywnie żółty odcień z czarnym paskiem od mordki do ogona.
Samiec dorasta do 8 cm, samica do 4 cm długości.

## Warunki hodowlane
Pielęgniczki Agassiza są z reguły polecane zaawansowanym akwarystom. Należy trzymać gromadkę ryb. Akwarium powinno być dobrze zarośnięte roślinami, ryby muszą mieć kryjówki pod korzeniami lub w łupinach orzechów kokosowych. Woda musi być krystalicznie przeźroczysta.
Pielęgniczki Agassiza prowadzą ze sobą „pojedynki” – nie są one niebezpieczne, ryby nie czynią sobie podczas nich krzywdy.

## Warunki w akwarium
| Zalecane warunki w akwarium | Zalecane warunki w akwarium                      |
| --------------------------- | ------------------------------------------------ |
| Zbiornik                    | minimum 70 litrów, najlepiej biotop czarnych wód |
| Temperatura wody            | 23–28 °C                                         |
| Twardość wody               | 5–10°n                                           |
| Skala pH                    | 5–7                                              |
| pokarm                      | głównie mięsny                                   |
| Uwagi                       | rureczniki, wazonkowce, oczliki, rozwielitki     |

## Rozmnażanie
Ryba jajorodna. Do rozmnażania wymagają wody miękkiej i lekko kwaśnej w dobrze zarośniętym zbiorniku z kryjówkami. Samica obiera terytorium wokół kryjówki, w której dochodzi do tarła. Larwy wykluwają się po ok. 2–3 dniach. Samica w okresie opieki nad potomstwem staje się bardzo agresywna.